# Дьябло (Каліфорнія)
Дьябло (англ. Diablo) — переписна місцевість (CDP) в США, в окрузі Контра-Коста штату Каліфорнія. Населення — 1255 осіб (2020).

## Географія
Дьябло розташоване за координатами 37°50′27″ пн. ш. 121°57′23″ зх. д. / 37.84083° пн. ш. 121.95639° зх. д. (37.840808, -121.956456).  За даними Бюро перепису населення США в 2010 році переписна місцевість мала площу 3,52 км², уся площа — суходіл.

## Демографія
Згідно з переписом 2010 року, у переписній місцевості мешкало 1158 осіб у 412 домогосподарствах у складі 343 родин. Густота населення становила 329 осіб/км².  Було 439 помешкань (125/км²).
Расовий склад населення:
| - 92,0 % — білих - 4,7 % — азіатів - 0,2 % — корінних американців - 0,1 % — чорних або афроамериканців |

До двох чи більше рас належало 2,6 %. Частка іспаномовних становила 3,4 % від усіх жителів.
За віковим діапазоном населення розподілялося таким чином: 23,7 % — особи молодші 18 років, 54,4 % — особи у віці 18—64 років, 21,9 % — особи у віці 65 років та старші. Медіана віку мешканця становила 49,3 року. На 100 осіб жіночої статі у переписній місцевості припадало 94,9 чоловіків;  на 100 жінок у віці від 18 років та старших — 95,4 чоловіків також старших 18 років.
Середній дохід на одне домашнє господарство  становив 230 461 долар США (медіана — 199 926), а середній дохід на одну сім'ю — 301 234 долари (медіана — 227 194). 
Цивільне працевлаштоване населення становило 299 осіб. Основні галузі зайнятості: фінанси, страхування та нерухомість — 27,4 %, оптова торгівля — 17,1 %, виробництво — 15,4 %, публічна адміністрація — 15,1 %.